# RAF Benson
RAF Benson (engelska: Royal Air Force Benson) är en flygbas i Storbritannien.   Den ligger i grevskapet Oxfordshire och riksdelen England, i den södra delen av landet, 70 km väster om huvudstaden London. RAF Benson ligger 68 meter över havet.
Terrängen runt RAF Benson är lite kuperad. Runt RAF Benson är det ganska tätbefolkat, med 192 invånare per kvadratkilometer. Närmaste större samhälle är Reading, 19,7 km söder om RAF Benson. Trakten runt RAF Benson består till största delen av jordbruksmark.